# Parasmittina fraseri
Parasmittina fraseri är en mossdjursart som beskrevs av Osburn 1952. Parasmittina fraseri ingår i släktet Parasmittina och familjen Smittinidae. Inga underarter finns listade i Catalogue of Life.